# Glanshavren
Glanshavren (Trisetum) är ett släkte av gräs. Glanshavren ingår i familjen gräs.

## Bildgalleri

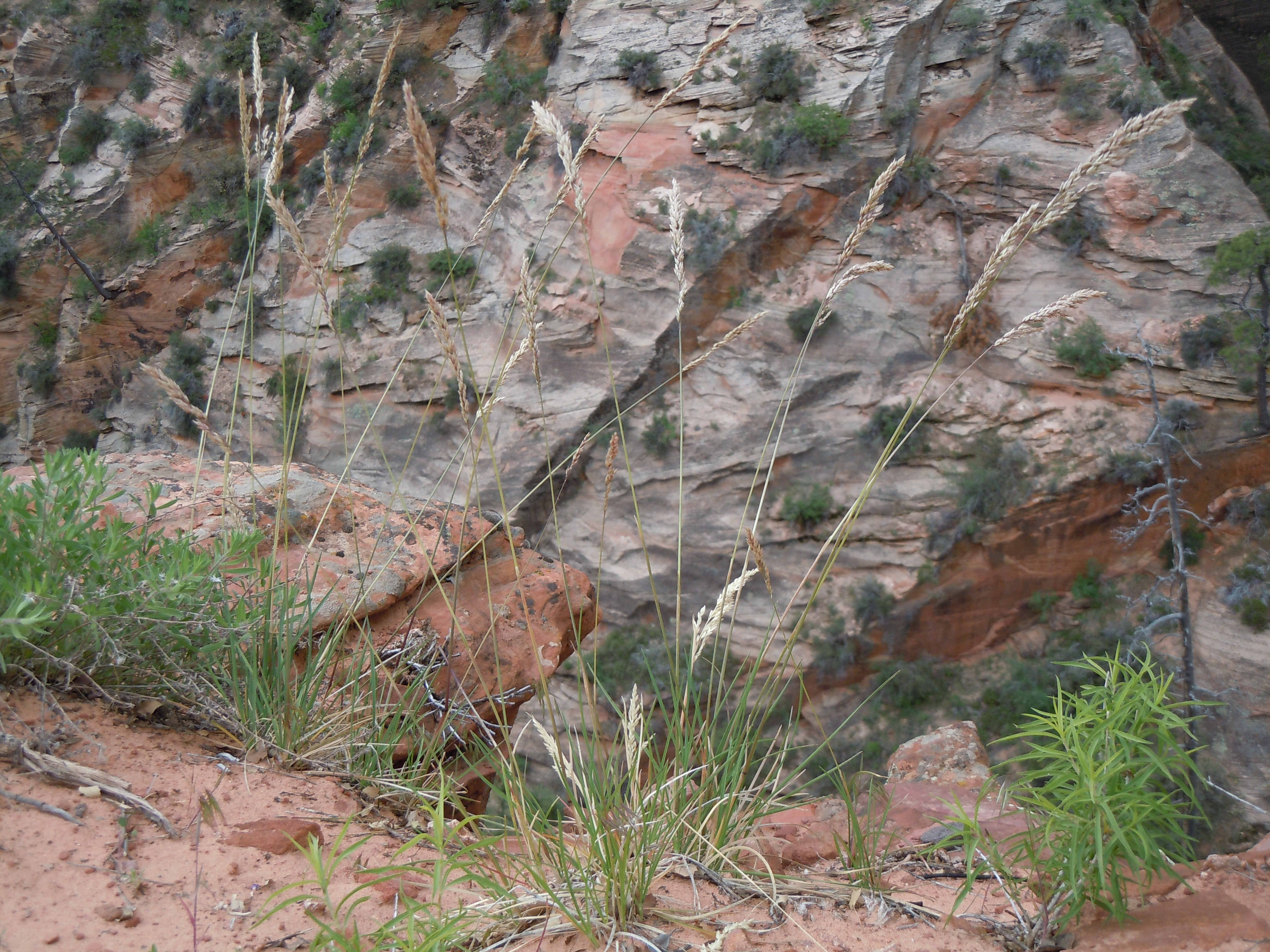
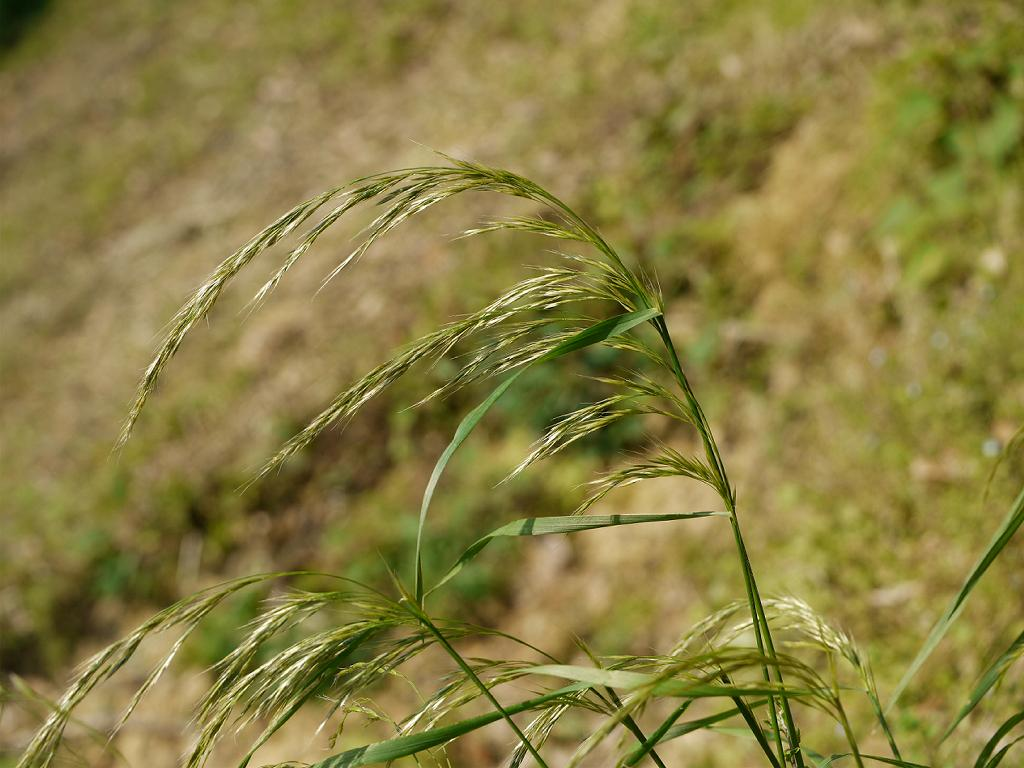
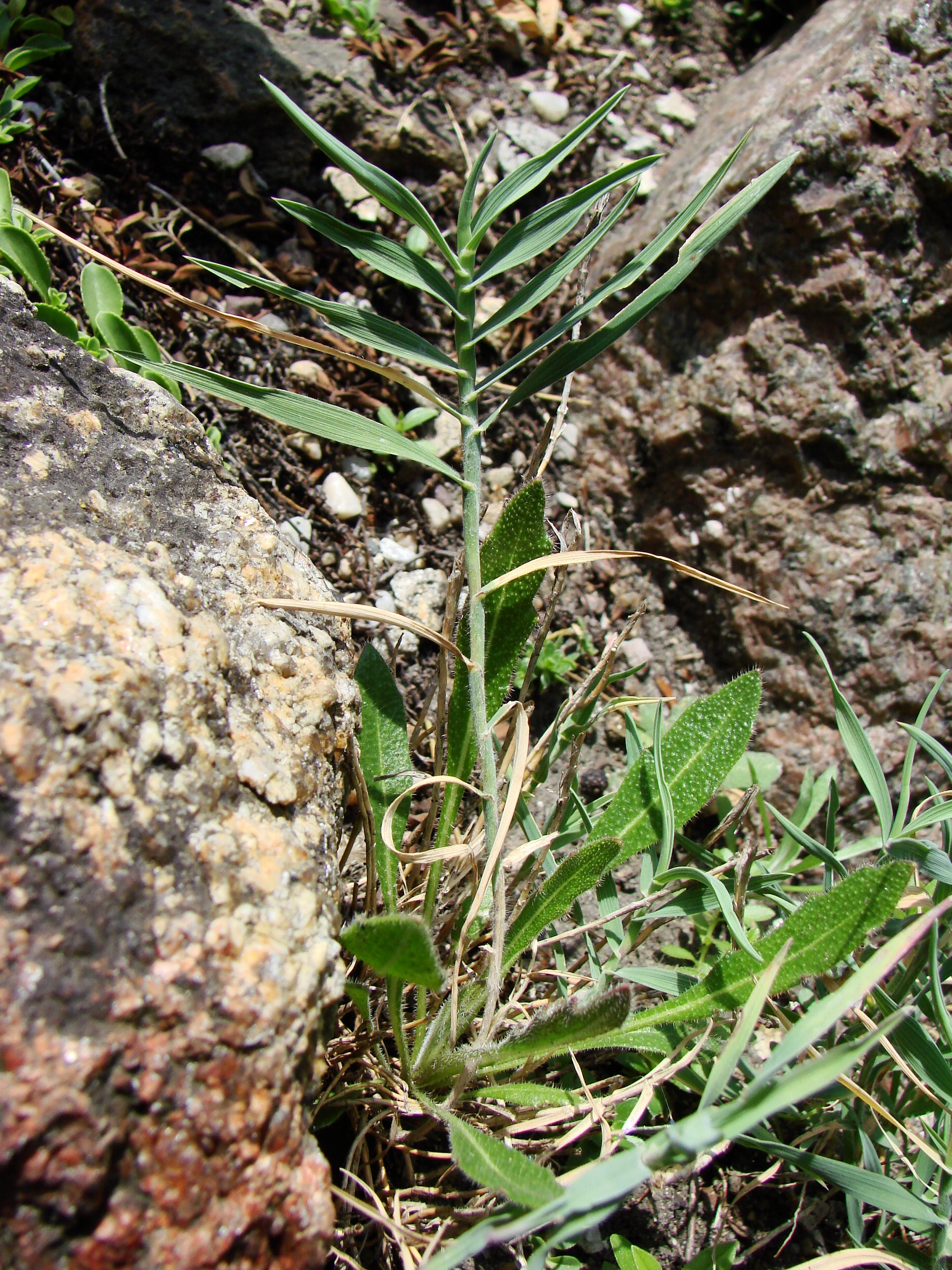
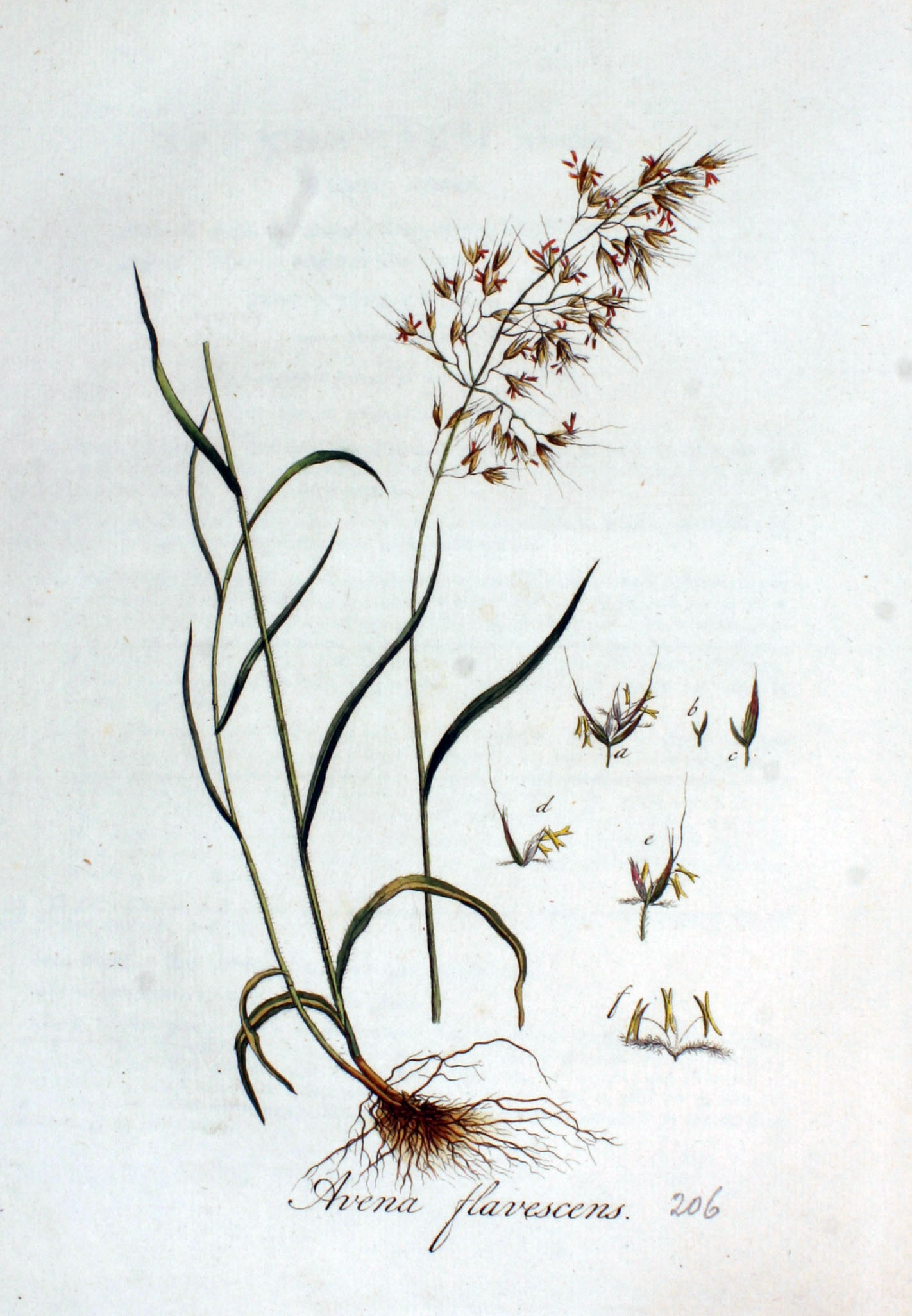
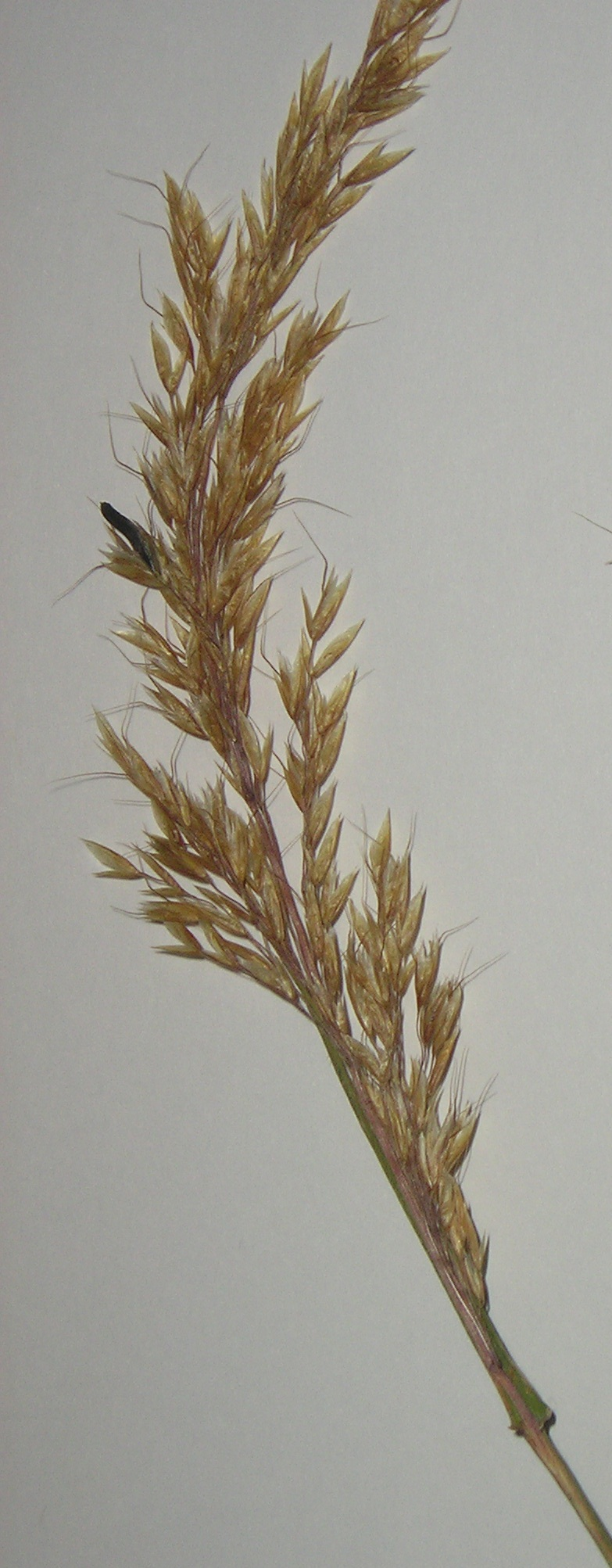
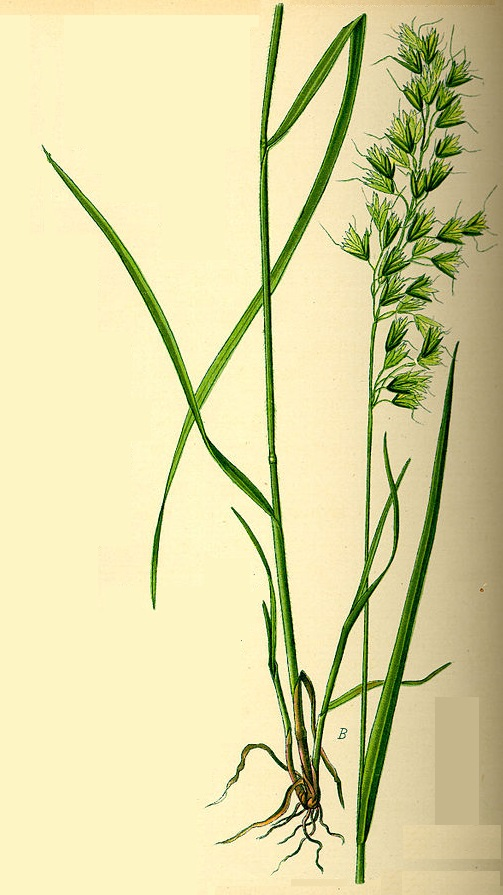

## Dottertaxa till Glanshavren, i alfabetisk ordning[1]
- Trisetum aeneum
- Trisetum agrostideum
- Trisetum alpestre
- Trisetum altaicum
- Trisetum ambiguum
- Trisetum angustum
- Trisetum antarcticum
- Trisetum arduanum
- Trisetum argenteum
- Trisetum barbinode
- Trisetum baregense
- Trisetum bertolonii
- Trisetum bifidum
- Trisetum brasiliense
- Trisetum bulbosum
- Trisetum bungei
- Trisetum burnoufii
- Trisetum buschianum
- Trisetum caudulatum
- Trisetum cernuum
- Trisetum ciliare
- Trisetum clarkei
- Trisetum cumingii
- Trisetum curvisetum
- Trisetum debile
- Trisetum distichophyllum
- Trisetum drucei
- Trisetum durangense
- Trisetum filifolium
- Trisetum flavescens
- Trisetum foliosum
- Trisetum glaciale
- Trisetum glomeratum
- Trisetum gracile
- Trisetum henryi
- Trisetum hispidum
- Trisetum howellii
- Trisetum inaequale
- Trisetum irazuense
- Trisetum juergensii
- Trisetum kangdingense
- Trisetum koidzumianum
- Trisetum laconicum
- Trisetum lasiorhachis
- Trisetum lepidum
- Trisetum ligulatum
- Trisetum longiglume
- Trisetum macbridei
- Trisetum macrotrichum
- Trisetum martha-gonzaleziae
- Trisetum mexicanum
- Trisetum micans
- Trisetum montanum
- Trisetum oreophilum
- Trisetum orthochaetum
- Trisetum palmeri
- Trisetum pauciflorum
- Trisetum persicum
- Trisetum phleoides
- Trisetum pinetorum
- Trisetum preslii
- Trisetum pringlei
- Trisetum projectum
- Trisetum rigidum
- Trisetum rosei
- Trisetum scitulum
- Trisetum serpentinum
- Trisetum sibiricum
- Trisetum spellenbergii
- Trisetum spicatum
- Trisetum tenellum
- Trisetum tenuiforme
- Trisetum thospiticum
- Trisetum tibeticum
- Trisetum tonduzii
- Trisetum transcaucasicum
- Trisetum turcicum
- Trisetum umbratile
- Trisetum velutinum
- Trisetum viride
- Trisetum virletii
- Trisetum youngii
- Trisetum yunnanense